# Trường phái văn học
Trường phái văn học (tiếng Pháp: école littéraire) theo nghĩa rộng, thường dùng để chỉ trào lưu văn học, ví dụ: trường phái lãng mạn chủ nghĩa, trường phái tự nhiên chủ nghĩa.
Theo nghĩa hẹp, trường phái văn học được dùng để chỉ những đặc trưng tiêu biểu trong sáng tác của một nhà văn vĩ đại nào đó được các nhà văn khác xem như "trường học" quan điểm thẩm mỹ và sáng tạo nghệ thuật của mình. Ví dụ: có thể nói: trường phái Pu-skin, trường phái Ban-dắc, trường phái Dô-la,...